# Et s'il fallait le faire
Et s'il fallait le faire (E Se Tivesse De Ser Feito) é uma canção interpretada por Patricia Kaas. Foi a música escolhida pela França para representar o país no Festival Eurovisão da Canção 2009, realizado em Moscou, na Rússia, onde acabou em 8º com 107 pontos. Foi escrito e composto por Anse Lazio e Blondin Fred.
A versão original da canção foi gravado e lançado no álbum Kabaret em dezembro de 2008. Em 1 de Fevereiro de 2009, uma edição da canção foi lançada como single em França, Bélgica, Suíça e Alemanha.

## Autores
| AUTORES                              |
| ------------------------------------ |
| Letrista: Anse Lazio, Fred Blondin   |
| Compositor: Anse Lazio, Fred Blondin |

## Eurovisão 2009
A canção competiu na final do concurso em 16 de Maio de 2009, onde ele acabou em 8º com 107 pontos.

## Charts
| Chart (2009)                                  | Melhor posição |
| --------------------------------------------- | -------------- |
| Belgian Singles Chart (Flanders)              | 71             |
| Belgian Singles Chart (Wallonia)              | 58             |
| Syndicat National de l'Édition Phonographique | 41             |